# ATC代码 (A05)
ATC代码A05（肝、胆疾病治疗药）是解剖学治疗学及化学分类系统的一个药物分组，这是由世界卫生组织药物统计方法整合中心所制定的药品及其它医用产品的官方分类系统。分组A05是A消化系统和代谢系统的一部分。
兽用代码（ATCvet码）可以在人用ATC代码前加Q字母：QA05等。没有相应人用ATC代码的ATCvet在以下列表中通过前置Q字母表示。
国家ATC分类可能包括列表中没有的其它分类，列表为世界卫生组织（WHO）版本。

## A05A 胆病治疗药（Bile therapy）

### A05AA 胆酸类（Bile acid preparations）
A05AA01 鹅去氧胆酸（Chenodeoxycholic acid）
A05AA02 熊去氧胆酸（Ursodeoxycholic acid）
A05AA03 胆酸（Cholic acid）

### A05AB 胆道疾病治疗药（Preparations for biliary tract therapy）
A05AB01 羟甲烟胺（Nicotinyl methylamide）

### A05AX 胆病的其它治疗药（Other drugs for bile therapy）
A05AX01 哌普唑林（Piprozolin）
A05AX02 羟甲香豆素（Hymecromone）
A05AX03 环丁酸醇（Cyclobutyrol）
QA05AX90 孟布酮（Menbutone）

## A05B 肝病治疗药，抗脂肪肝药（Liver therapy, lipotropics）

### A05BA 肝病治疗药（Liver therapy）
A05BA01 谷氨酸精氨酸（Arginine glutamate）
A05BA03 水飞蓟素（Silymarin）
A05BA04 西替沃酮（Citiolone）
A05BA05 依泊二醇（Epomediol）
A05BA06 氧代戊二酸瓜氨酸（Ornithine oxoglutarate）
A05BA07 噻二西酸精氨酸（Tidiacic arginine）
A05BA08 甘草酸（Glycyrrhizic acid (glycyrrhizin)）
QA05BA90 蛋氨酸（Methionine）

## A05C 胆病治疗药和抗脂肪肝药的复方（Drugs for bile therapy and lipotropics in combination）
空组